# Hoplisoides craverii merceti
Hoplisoides craverii merceti é uma subespécie de insetos himenópteros, mais especificamente de vespas pertencente à família Crabronidae.
A autoridade científica da subespécie é Beaumont, tendo sido descrita no ano de 1950.
Trata-se de uma subespécie presente no território português.